# Dorcadion taygetanum
Dorcadion taygetanum là một loài bọ cánh cứng trong họ Cerambycidae.